# Afroceto coenosa
Afroceto coenosa is een spinnensoort uit de familie van de Trachelidae.
De wetenschappelijke naam van de soort werd in 1897 als Ceto coenosa gepubliceerd door Eugène Simon.